# Bet On It (bài hát)
"Bet On It" là bài hát trong phim High School Musical 2. Bài hát được Antonina Armato và Tim James sáng tác, và Zac Efron trình diễn. Trong bài hát, Zac đã nhảy gần giống như Kevin Bacon trong Footloose.